# Edizioni di Che fuori tempo che fa
In questa voce sono elencate e descritte le edizioni del programma Che fuori tempo che fa, in onda sulle reti Rai dal 2015 al 2019  con la conduzione di Fabio Fazio. 
Per le puntate di "Che tempo che fa": Edizioni di Che tempo che fa

## Prima edizione (2015-2016)
- Conduttore: Fabio Fazio
- Presenze fisse: Massimo Gramellini, Nino Frassica, Gigi Marzullo, Fabio Volo, Vincenzo Salemme
- Rete: Rai 3
- Messa in onda: Sabato in prima serata (20:10 - 21:30)

## Seconda edizione (2016-2017)
- Conduttore: Fabio Fazio
- Presenze fisse: Luciana Littizzetto, Nino Frassica, Orietta Berti, Vincenzo Salemme, Fabio Volo, Gigi Marzullo
- Rete: Rai 3
- Messa in onda: Domenica in prima serata (21:30 - 22:45)

## Terza edizione (2017-2018)
- Conduttore: Fabio Fazio
- Presenze fisse: Maurizio Crozza, Max Pezzali, Fabio De Luigi, Antonio Cabrini
- Rete: Rai 1
- Messa in onda: Lunedì in seconda serata

| Puntata | Messa in onda     | Ospiti | Ascolti        | Ascolti | Fonti  |
| Puntata | Messa in onda     | Ospiti | Telespettatori | Share   | Fonti  |
| ------- | ----------------- | --- | -------------- | ------- | ------ |
| 1       | 25 settembre 2017 | Veronica Pivetti, Giovanni Soldini, Marco Tardelli, Mario Tozzi                                              | 1 668 000      | 14,5%   | [ 1 ]  |
| 2       | 2 ottobre 2017    | Aldo Cazzullo, Lorella Cuccarini, Roberto Donadoni, Mario Tozzi, Nives Meroi, Romano Benet, Massimo Bergamin | 1 407 000      | 12,22%  | [ 2 ]  |
| 3       | 9 ottobre 2017    | Dario Franceschini, Jury Chechi, Giorgio Pasotti, Mario Tozzi, Flavio Caroli                                 | 1 197 000      | 9,1%    | [ 3 ]  |
| 4       | 16 ottobre 2017   | Mario Tozzi, Anna Valle, Franco Fontana, Luca Parmitano, Cecilia Zandalasini, Massimo Bergamin               | 951 000        | 9%      | [ 4 ]  |
| 5       | 23 ottobre 2017   | Jean Reno, Alessio Boni, Guido Tonelli, Antonella Clerici, Klaus Dibiasi, Mario Tozzi                        | 1 103 000      | 10,7%   | [ 5 ]  |
| 6       | 30 ottobre 2017   | Dario Argento, Ambra Angiolini, Vittoria Puccini, Vincenzo Nibali, Luciana Littizzetto                       | 1 106 000      | 9,6%    | [ 6 ]  |
| 7       | 6 novembre 2017   | Walter Veltroni, Milly Carlucci, Kristian Ghedina, Stefano Fresi, Matilde Gioli,                             | 979 000        | 8,3%    | [ 7 ]  |
| 8       | 13 novembre 2017  | Luca Argentero, Marco Giallini, Paolo Genovese, Fiona May, Filippa Lagerback, Marino Bartoletti              | 1 866 000      | 11,24%  | [ 8 ]  |
| 9       | 20 novembre 2017  | Federica Pellegrini, Amanda Sandrelli, Claudio Bisio, Francesco Piccolo, Edoardo Leo, Mario Calabresi        | 1 371 000      | 10,3%   | [ 9 ]  |
| 10      | 27 novembre 2017  | Al Bano, Francesco Moser, Peppe Vessicchio, Valentina Belle, Francesca Michielin                             | 1 681 000      | 12,7%   | [ 10 ] |
| 11      | 4 dicembre 2017   | Bruno Vespa, Rocco Papaleo, Novella Calligaris, Cristina D’Avena, Antonella Elia, Antonio Razzi              | 1 503 000      | 11,26%  | [ 11 ] |
| 12      | 11 dicembre 2017  | Lino Banfi, Gabriel Garko, Ugo Pagliai, Letizia Paternoster                                                  | 1 756 000      | 15,1%   | [ 12 ] |
| 13      | 18 dicembre 2017  | Gabriele Salvatores, Giovanni Rana, Luigi Contu, Silvan, Daniele Bossari, Luciana Littizzetto                | 2 031 000      | 17,6%   | [ 13 ] |
| 14      | 8 gennaio 2018    | Valerio Mastandrea, Greta Scarano, Walter Zenga, Arturo Brachetti, Amos Mosaner                              | 1 627 000      | 14,1%   | [ 14 ] |
| 15      | 15 gennaio 2018   | Paolo Virzì, Valeria Solarino, Nicola Di Bari, Marica Branchesi                                              | 1 447 000      | 13,3%   | [ 15 ] |
| 16      | 22 gennaio 2018   | Damiano Tommasi, Antonella Elia, Adriana Asti, Neri Marcorè                                                  | 1 194 000      | 9,57%   | [ 16 ] |
| 17      | 29 gennaio 2018   | Alessandro Costacurta, Valeria Marini, Mago Forest, Aldo Vitali, Giorgio Tavecchio                           | 1 252 000      | 9,7%    | [ 17 ] |
| 18      | 5 febbraio 2018   | Raul Bova, Filippo Magnini, Rosita Celentano, Antonella Elia                                                 | 1 486 000      | 11,9%   | [ 18 ] |
| 19      | 12 febbraio 2018  | Francesco Renga, Nek, Valeria Golino, Mago Forest, Raul Cremona, Nico Valsesia                               | 2 410 000      | 24,7%   | [ 19 ] |
| 20      | 19 febbraio 2018  | Massimo Ghini, Red Canzian, Antonella Elia, Cristiano Malgioglio, Silvan, Ivan Origone                       | 2 288 000      | 22,9%   | [ 20 ] |
| 21      | 26 febbraio 2018  | Sandra Milo, Giuseppe Bergomi, Cristiana Capotondi, Riccardo Rossi, Mago Forest, Raul Cremona                | 1 808 000      | 18,2%   | [ 21 ] |
| 22      | 12 marzo 2018     | Raul Cremona, Mago Forest, Dario Argento, Max Biaggi, Francesco Montanari, Lucia Ocone                       | 1 394 000      | 12,7%   | [ 22 ] |
| 23      | 19 marzo 2018     | Francesco Renga, Nek, Giorgetto Giugiaro, Angela Finocchiaro, Gloria Guida, Riccardo Rossi                   | 1 534 000      | 16,6%   | [ 23 ] |
| 24      | 9 aprile 2018     | Elio Germano, Marco Giallini, Dori Ghezzi, Raul Cremona, Silvan, Flavio Caroli, Valentina Greggio            | 1 524 000      | 13,2%   | [ 24 ] |
| 25      | 16 aprile 2018    | Ricchi e poveri, Paola Barale, Antonella Elia, Mago Forest, Raul Cremona                                     | 2 418 000      | 18,2%   | [ 25 ] |
| 26      | 23 aprile 2018    | Vincenzo Nibali, Red Canzian, Massimo Ciavarro, Alba Parietti, Mago Forest, Riccardo Rossi, David Zed        | 1 525 000      | 13,56%  | [ 26 ] |
| 27      | 30 aprile 2018    | Valeria Marini, Rita Pavone, Ale & Franz, Paolo Mieli, Raul Cremona                                          | 1 819 000      | 12%     | [ 27 ] |
| 28      | 7 maggio 2018     | Leo Gullotta, Serena Dandini, Dario Vergassola, Nino Frassica, Pamela Prati, Mago Forest                     | 1 772 000      | 15,3%   | [ 28 ] |
| 29      | 14 maggio 2018    | Ciro Ferrara, Maurizio Zanolla, Maria Teresa Ruta, Alba Parietti, Silvan, Mago Forest, Raul Cremona          | 1 649 000      | 14,8%   | [ 29 ] |
| 30      | 21 maggio 2018    | Nino Frassica, Nancy Brilli, Raul Cremona, Mario Tozzi, Nino Formicola, Riccardo Rossi                       | 1 549 000      | 13%     | [ 30 ] |
| 31      | 4 giugno 2018     | Gianluca Pagliuca, Antonella Elia, Mago Forest, Raul Cremona                                                 | 1 365 000      | 9,4%    | [ 31 ] |

## Quarta edizione (2018-2019)
- Conduttore: Fabio Fazio
- Presenze fisse: Maurizio Crozza, Max Pezzali, Mago Forest
- Rete: Rai 1
- Messa in onda: Lunedì in seconda serata

| Puntata | Messa in onda     | Ospiti | Ascolti        | Ascolti | Fonti  |
| Puntata | Messa in onda     | Ospiti | Telespettatori | Share   | Fonti  |
| ------- | ----------------- | --- | -------------- | ------- | ------ |
| 1       | 24 settembre 2018 | Adriano Panatta, Massimo Lopez, Tullio Solenghi, Diletta Leotta, Roberto Orosei                                                          | 1 072 000      | 10,95%  | [ 32 ] |
| 2       | 1 ottobre 2018    | Giancarlo Magalli, J-Ax, Daniele Bossari, Filippa Lagerback                                                                              | 1 113 000      | 11,2%   | [ 33 ] |
| 3       | 8 ottobre 2018    | Geppi Cucciari, Melissa Satta, Giorgio Mastrota, Federico Vespa, Ivan Zaytsev                                                            | 1 352 000      | 13,16%  | [ 34 ] |
| 4       | 15 ottobre 2018   | Pupo, Nino Formicola, Tosca D'Aquino, Raul Cremona, Matteo Grattarola, Claudia Gerini                                                    | 1 164 000      | 11,1%   | [ 35 ] |
| 5       | 22 ottobre 2018   | Adriana Volpe, Claudio Lippi, Giovanni Storti, Raul Cremona, Nek, Tania Cagnotto                                                         | 1 346 000      | 11,9%   | [ 36 ] |
| 6       | 29 ottobre 2018   | Valerio Mastandrea, Irene Grandi, Laura Freddi, Maurizio Micheli, Riccardo Rossi                                                         | 1 247 000      | 11,81%  | [ 37 ] |
| 7       | 5 novembre 2018   | Amedeo Minghi, Tullio Solenghi, Massimo Lopez, Ninì Salerno, Raul Cremona                                                                | 1 453 000      | 13,11%  | [ 38 ] |
| 8       | 12 novembre 2018  | Andrea Lucchetta, Angela Finocchiaro, Antonio Cornacchione, Elenoire Casalegno, Giucas Casella                                           | 1 239 000      | 11,4%   | [ 39 ] |
| 9       | 19 novembre 2018  | Francesco Piccolo, Lino Banfi, Barbara Bouchet, Anna Foglietta, Geppi Cucciari, Raul Cremona                                             | 1 559 000      | 13,4%   | [ 40 ] |
| 10      | 26 novembre 2018  | Anna Valle, Giancarlo Fisichella, Gigi e Andrea, Raul Cremona, Patrizia Rossetti                                                         | 1 531 000      | 13,3%   | [ 41 ] |
| 11      | 3 dicembre 2018   | Giorgia Palmas, Luca Toni, Antonio Cornacchione, Paolo Brosio, Ale & Franz                                                               | 1 481 000      | 13%     | [ 42 ] |
| 12      | 10 dicembre 2018  | Miriam Leone, Frank Matano, Massimo Ghini, Riccardo Rossi, Paolo Brosio, Raul Cremona                                                    | 1 492 000      | 12,9%   | [ 43 ] |
| 13      | 17 dicembre 2018  | Raul Cremona, Cristina Chiabotto, Massimo Boldi, Ficarra e Picone, Giovanni Muciaccia                                                    | 1 716 000      | 16,4%   | [ 44 ] |
| 14      | 14 gennaio 2019   | Cochi e Renato, Raul Cremona, Orietta Berti, Massimo Ambrosini                                                                           | 1 559 000      | 14,9%   | [ 45 ] |
| 15      | 21 gennaio 2019   | Samantha Degrenet, Max Pisu, Max Tortora, Marcella Bella                                                                                 | 1 549 000      | 14%     | [ 46 ] |
| 16      | 28 gennaio 2019   | Franco Oppini, Jerry Calà, Ninì Salerno, Umberto Smalia, Piero Pelù, Martina Colombari, Danilo Collegari, Enrico Bertolino, Raul Cremona | 1 564 000      | 14,9%   | [ 47 ] |
| 17      | 4 febbraio 2019   | Paolo Jannacci, Raul Cremona, Francesco Giorgino                                                                                         | 1 537 000      | 15,6%   | [ 48 ] |
| 18      | 18 febbraio 2019  | Stefano Accorsi, Gianluca Guidi, Lillo, Sabrina Salerno                                                                                  | 2 049 000      | 23,2%   | [ 49 ] |
| 19      | 4 marzo 2019      | Umberto Tozzi, Max Biagi, Alessia Merz, Raul Cremona                                                                                     | 1 449 000      | 12,3%   | [ 50 ] |
| 20      | 11 marzo 2019     | Cristina D'Avena, Ale & Franz, Riccardo Rossi, Emanuela Folliero, Alessio Boni, Caterina Banti, Ruggiero Tita                            | 1 434 000      | 11,89%  | [ 51 ] |
| 21      | 18 marzo 2019     | Diego Abatantuono, Renato Pozzetto, Raul Cremona, Francesco Facchinetti, Roby Facchinetti, Bianca Guaccero, Daniele Massaro              | 1 219 000      | 10,1%   | [ 52 ] |
| 22      | 1 aprile 2019     | Massimo Lopez, Tullio Solenghi, Massimiliano Rosolino, Claudio Cecchetto, Giorgia Surina, Vincenzo Salemme, Raul Cremona                 | 1 632 000      | 14,9%   | [ 53 ] |
| 23      | 8 aprile 2019     | Luca Barbareschi, Geppi Cucciari, Paolo Belli, Paolo Rossi, Paolo Brosio, Ale & Franz, Antonella Elia                                    | 1 558 000      | 14,9%   | [ 54 ] |
| 24      | 15 aprile 2019    | Ricchi e poveri, Giacomo Poretti, Federica Fontana, Ale & Franz, Teo Teocoli                                                             | 1 553 000      | 12,09%  | [ 55 ] |
| 25      | 29 aprile 2019    | Geppi Cucciari, Antonio Cornacchione, Elena Barolo, Enrico Ruggieri, Evaristo Beccalossi, Paolo Rossi                                    | 1 487 000      | 12,8%   | [ 56 ] |
| 26      | 6 maggio 2019     | Marisa Laurito, Carlo Buccirosso, Lello Arena, Maddalena Corvaglia, Roby Facchinetti, Ale & Franz                                        | 1 565 000      | 12,2%   | [ 57 ] |
| 27      | 13 maggio 2019    | Raul Cremona, Simona Marchini, Paolo Brosio, Antonio Cornacchione, Tullio Solenghi, Maria Grazia Cucinotta                               | 1 514 000      | 13%     | [ 58 ] |